# Mauro Urtasun
Mauro Federico Urtasun Sarragua (28 de julio de 1981, Montevideo, Uruguay) es un futbolista uruguayo. Juega de mediocampista y actualmente no tiene club.

## Trayectoria[1]
Surgido de las divisiones inferiores de Danubio FC y Miramar Misiones. Debutó profesionalmente en este último en el 2000 y estuvo hasta el 2002. En ese mismo año pasó a Club Atlético Tigre donde estuvo un año. En el 2004 pasó a Deportivo Colonia donde estuvo hasta el 2005. En la actualidad juega en el Club Deportivo Parque del Plata, de la tercera divisional del fútbol Uruguayo.